# 松浦薫
松浦 薫（まつうら かおる、1904年（明治37年）4月4日 - 1975年（昭和50年）7月23日）は、昭和期の実業家、政治家。衆議院議員、香川県坂出市長。

## 経歴
香川県綾歌郡松山村（現坂出市大屋冨町）出身。1930年（昭和5年）3月、東京帝国大学工学部土木工学科を卒業した。
兄・伊平の創業した松浦組に入り、同支配人、満州松浦組専務取締役、松浦工業専務取締役、四国瓦斯取締役などを務めた。
1946年（昭和21年）4月、第22回衆議院議員総選挙で香川県選挙区から出馬して当選し、衆議院議員を1期務めた。この間、日本自由党幹事に就任した。
その後、高松市助役を務め、1969年（昭和44年）7月12日、坂出市長に就任した。鎌田春吉・前市長からの継承で工場誘致に尽力し、アジア石油（現コスモ石油）、吉田工業（YKK）、三菱化成工業（現三菱化学）などの工場誘致を実現した。また、市公害条例の制定、市民憲章の制定、市の木「珊瑚樹」の制定を行った。市長を1期務めて1973年（昭和48年）7月11日に退任した。

## 親族
- 兄 松浦伊平（実業家・衆議院議員）[3]